# Unai Iturriaga
Unai Iturriaga Zugaza-Artaza (Durango, Vizcaya, 28 de junio de 1974) es un versolari, escritor y músico vizcaíno, además de alto socialdemócrata.

## Biografía
Animado por sus padres desde pequeño empezó a estudiar el arte de los versos en la bertso-eskola del colegio Kurutziaga de mano de Jon Lopategi y ha sido campeón en el campeonato de bertsos de Vizcaya en dos ocasiones, el de las cuales lograron gran fama las finales frente a su amigo Igor Elortza. En el campeonato nacional de bertsos ha logrtado llegar a la final en seis ocasiones, quedando subcampeón en 2005 por detrás de Andoni Egaña, una de las leyendas de la disciplina. Con su llegada a la final, Iturriaga fue la imagen de la llegada de una nueva generación de jóvenes versolaris a los grandes eventos de la disciplina que se salían de la estética tradicional, entre los que se encontraban: Igor Elortza, Maialen Lujanbio o Jon Maia entre otros. 
En el ámbito musical, formó dos grupos junto a Igor Elorza y Josu Zabala Ajuriagerra los llamados:7 Eskale y Gu ta gutarrak ,en los cuales dieron forma a tres discos. Como dibujante ha participado en diversas publicaciones como ha sido en la revista Xabiroi, el semanal Gaur8, en la revista Jakin y H28, utilizando el sobrenombre de Zugaz/art. Komiki-gidoigintzan ere zenbait lan egin ditu, besteak beste: Diamanteak Urrea eta Ikatza, Haur besoetakoa: Litxarrerien jauna, eta Udaberririk ankerrena.
Como guionista de cómics ha hecho diversos trabajos entre los que destacan : Diamanteak Urrea eta Ikatza, Haur besoetakoa: Litxarrerien jauna, y Udaberririk ankerrena. Ha trabajado como guionista en la películas: Olentzero eta subilaren lapurreta, Munduaren bira doan y Eutsi!.
Iturriaga es licenciado en Bellas Artes por la Universidad del País Vasco. Ha tenido responsabilidades de dirección en la Asociación de Amigos del Bertsolarismo también ha colaborado con los periodiscos Egunkaria, Gara o Zazpika escribiendo artículos de opinión y ha colaborado con algunos grupos de música, cantando y escribiendo letras.
En 2017 fue premiado junto a Igor Elorza con el premio de teatro de San Sebastián por el guion de la obra: Francoren bilobari gutuna. Como escritor ha impartido cursos en la Universidad del País Vasco

## Bertsolaritza
- Campeonato nacional de bertsos:
  - Bertsolari txapelketa nagusia 1993: finalista.
  - Bertsolari txapelketa nagusia 1997: finalista. (tercer clasificado)
  - Bertsolari txapelketa nagusia 2001: finalista.
  - Bertsolari txapelketa nagusia 2005: Subcampeón.[7]
  - Bertsolari txapelketa nagusia 2009: finalista.
- Campeonato escolar de bertsos:
- Campeonato escolar de Euskadi:
  - Campeón (2): 1991 y 1992 (mayores)
- Campeonato escolar de Vizcaya::
  - Campeón (3): 1990, 1991 y 1992 (mayores)

### Premios
- Zarauzko Kopla Txapelketa (2): 2012, 2013
- Pregonero de la Semana Grande de Bilbao: 1997
- Premio verso BBK (Durango): 1993 y 1994
- Premio bertso-paper de fiestas de Iurreta
- Concurso bertso-paper 1991

## Literatura
- Isladak.  ISBN 8481471615, Zubia, 1997.
- Berandu da gelditzeko. ISBN 8486766923 Susa, 1999.
- Udaberririk ankerrena: Durango 1936 junto con Alex Sanvi. ISBN 841533754X, Elkar, 2011.
- Haur besoetakoa.Litxarrien jauna junto con Alex Sanvi,  ISBN 8494281674, 2014
- Bizi baratzea Altza porru junto con Jakoba Errekondo, Asisko, Martiarena, Ainara Azpiazu y Antton Olariaga. ISBN 8460878279 Argia, 2016

## Teatro
- Errautsak (2010 – Premio Teatro San Sebastián 2011) junto a Igor Elortza[8]
- Francoren bilobari gutuna (2016 - Premio Teatro San Sebastián 2017) junto a Igor Elortza[9]
- Hozkailua (2018)[10]

## Música
- Con el grupo 7 Eskale, ha sacado dos discos:
  - Bertso berriak pobreziari jarriak (GOR Diskak, 1995)
  - Barrenkaleko Bluesak (Gaztelupeko Hotsak, 1997)
  - Junto a Igor Elortza formó el grupo Gu ta Gutarrak y sacó otro disco:
  - Bertso berriak eta lagun zaharrak (Lanku, 2007)[11]